# Дубовское сельское поселение (Чечня)
Дубовское се́льское поселе́ние — муниципальное образование в Шелковском районе Чечни Российской Федерации.
Административный центр — станица Дубовская.

## История
Статус и границы сельского поселения установлены Законом Чеченской Республики от 14 июля 2008 года № 42-РЗ «Об образовании муниципального образования Шелковской район и муниципальных образований, входящих в его состав, установлении их границ и наделении их соответствующим статусом муниципального района и сельского поселения».

## Население
| 2010  | 2012  | 2013  | 2014  | 2015  | 2016  | 2017  |
| ----- | ----- | ----- | ----- | ----- | ----- | ----- |
| 2039  | ↗2105 | ↗2172 | ↗2225 | ↗2257 | ↗2296 | ↗2337 |
| 2018  | 2019  | 2020  | 2021  | 2023  | 2024  |       |
| ↗2363 | ↗2372 | ↗2422 | ↘2361 | ↗2405 | ↗2434 |       |

## Состав сельского поселения
| № | Населённый пункт | Тип населённого пункта | Население |
| - | ---------------- | ---------------------- | --------- |
| 1 | Дубовская        | станица                | ↗2434     |